# 2018년 아시안 게임 레슬링
2018년 아시안 게임 레슬링 종목은 2018년 8월 19일부터 8월 22일까지 인도네시아 자카르타의 자카르타 컨벤션 센터 어셈블리홀에서 열렸다.

## 종목
총 18개 세부종목으로 나뉘어 치러진다.
| - 57kg 남자 자유형 - 65kg 남자 자유형 - 74kg 남자 자유형 - 86kg 남자 자유형 - 97kg 남자 자유형 - 125kg 남자 자유형 |  | - 60kg 남자 그레코로만형 - 67kg 남자 그레코로만형 - 77kg 남자 그레코로만형 - 87kg 남자 그레코로만형 - 97kg 남자 그레코로만형 - 130kg 남자 그레코로만형 |  | - 50kg 여자 자유형 - 53kg 여자 자유형 - 57kg 여자 자유형 - 62kg 여자 자유형 - 68kg 여자 자유형 - 76kg 여자 자유형 |

## 일정
| 예 | 예선 경기 | 본 | 패자부활전, 본선 경기 |

| 남자 자유형             |    |    |    |    |    |    |    |    |
| 남자 자유형 57kg        | 예 | 본 |    |    |    |    |    |    |
| 남자 자유형 65kg        | 예 | 본 |    |    |    |    |    |    |
| 남자 자유형 74kg        | 예 | 본 |    |    |    |    |    |    |
| 남자 자유형 86kg        | 예 | 본 |    |    |    |    |    |    |
| 남자 자유형 97kg        | 예 | 본 |    |    |    |    |    |    |
| 남자 자유형 125kg       |    |    | 예 | 본 |    |    |    |    |
| 남자 그레코로만형       |    |    |    |    |    |    |    |    |
| 남자 그레코로만형 60kg  |    |    |    |    | 예 | 본 |    |    |
| 남자 그레코로만형 67kg  |    |    |    |    | 예 | 본 |    |    |
| 남자 그레코로만형 77kg  |    |    |    |    |    |    | 예 | 본 |
| 남자 그레코로만형 87kg  |    |    |    |    |    |    | 예 | 본 |
| 남자 그레코로만형 97kg  |    |    |    |    |    |    | 예 | 본 |
| 남자 그레코로만형 130kg |    |    |    |    |    |    | 예 | 본 |
| 여자 자유형             |    |    |    |    |    |    |    |    |
| 여자 자유형 50kg        |    |    | 예 | 본 |    |    |    |    |
| 여자 자유형 53kg        |    |    | 예 | 본 |    |    |    |    |
| 여자 자유형 57kg        |    |    | 예 | 본 |    |    |    |    |
| 여자 자유형 62kg        |    |    | 예 | 본 |    |    |    |    |
| 여자 자유형 68kg        |    |    |    |    | 예 | 본 |    |    |
| 여자 자유형 76kg        |    |    |    |    | 예 | 본 |    |    |

## 메달리스트

#### 남자 자유형
| 종목         | 금                                           | 은                                   | 동                                       |
| ------------ | -------------------------------------------- | ------------------------------------ | ---------------------------------------- |
| 57kg 자세히  | 에르데네바팅 베흐바야르 몽골 (MGL)           | 강금성 조선민주주의인민공화국 (PRK)  | 다카하시 유키 일본 (JPN)                 |
| 57kg 자세히  | 에르데네바팅 베흐바야르 몽골 (MGL)           | 강금성 조선민주주의인민공화국 (PRK)  | 레자 아트리 이란 (IRI)                   |
| 65kg 자세히  | 바즈랑 푸니아 인도 (IND)                     | 다카타니 다이치 일본 (JPN)           | 시로지딘 하사노프 우즈베키스탄 (UZB)     |
| 65kg 자세히  | 바즈랑 푸니아 인도 (IND)                     | 다카타니 다이치 일본 (JPN)           | 사야트베크 오카소프 카자흐스탄 (KAZ)     |
| 74kg 자세히  | 베크조트 아브두라흐모노프 우즈베키스탄 (UZB) | 다니야르 카이사로프 카자흐스탄 (KAZ) | 공병민 대한민국 (KOR)                    |
| 74kg 자세히  | 베크조트 아브두라흐모노프 우즈베키스탄 (UZB) | 다니야르 카이사로프 카자흐스탄 (KAZ) | 후지나미 유히 일본 (JPN)                 |
| 86kg 자세히  | 하산 야즈다니 이란 (IRI)                     | 도미니크 아부나데르 레바논 (LIB)     | 아딜레트 다블룸바예프 카자흐스탄 (KAZ)   |
| 86kg 자세히  | 하산 야즈다니 이란 (IRI)                     | 도미니크 아부나데르 레바논 (LIB)     | 오르고돌링 우이투멩 몽골 (MGL)           |
| 97kg 자세히  | 알리레자 카리미 이란 (IRI)                   | 마고메트 무사예프 키르기스스탄 (KGZ) | 마고메트 이브라기모프 우즈베키스탄 (UZB) |
| 97kg 자세히  | 알리레자 카리미 이란 (IRI)                   | 마고메트 무사예프 키르기스스탄 (KGZ) | 김재강 대한민국 (KOR)                    |
| 125kg 자세히 | 파르비즈 하디 이란 (IRI)                     | 덩즈웨이 중국 (CHN)                  | 남경진 대한민국 (KOR)                    |
| 125kg 자세히 | 파르비즈 하디 이란 (IRI)                     | 덩즈웨이 중국 (CHN)                  | 다비트 모지마나슈빌리 우즈베키스탄 (UZB) |

#### 남자 그레코로만형
| 종목         | 금                                     | 은                                     | 동                                           |
| ------------ | -------------------------------------- | -------------------------------------- | -------------------------------------------- |
| 60kg 자세히  | 오타 시노부 일본 (JPN)                 | 카니베크 졸추베코프 키르기스스탄 (KGZ) | 미람베크 아이나굴로프 카자흐스탄 (KAZ)       |
| 60kg 자세히  | 오타 시노부 일본 (JPN)                 | 카니베크 졸추베코프 키르기스스탄 (KGZ) | 메흐르다드 마르다니 이란 (IRI)               |
| 67kg 자세히  | 류한수 대한민국 (KOR)                  | 알마트 케비스파예프 카자흐스탄 (KAZ)   | 아만투르 이스마일로프 키르기스스탄 (KGZ)     |
| 67kg 자세히  | 류한수 대한민국 (KOR)                  | 알마트 케비스파예프 카자흐스탄 (KAZ)   | 모함마드 레자 게라이 이란 (IRI)              |
| 77kg 자세히  | 모함마드 알리 게라이 이란 (IRI)        | 아크졸 마흐무도프 키르기스스탄 (KGZ)   | 김현우 대한민국 (KOR)                        |
| 77kg 자세히  | 모함마드 알리 게라이 이란 (IRI)        | 아크졸 마흐무도프 키르기스스탄 (KGZ)   | 양빈 중국 (CHN)                              |
| 87kg 자세히  | 호세인 누리 이란 (IRI)                 | 루스탐 아사칼로프 우즈베키스탄 (UZB)   | 스하즈베르디 외벨레코프 투르크메니스탄 (TKM) |
| 87kg 자세히  | 호세인 누리 이란 (IRI)                 | 루스탐 아사칼로프 우즈베키스탄 (UZB)   | 아자마트 쿠스투바예프 카자흐스탄 (KAZ)       |
| 97kg 자세히  | 조효철 대한민국 (KOR)                  | 샤오디 중국 (CHN)                      | 예르룰란 이사코프 카자흐스탄 (KAZ)           |
| 97kg 자세히  | 조효철 대한민국 (KOR)                  | 샤오디 중국 (CHN)                      | 우주르 주주프베코프 키르기스스탄 (KGZ)       |
| 130kg 자세히 | 무민존 아브둘라예프 우즈베키스탄 (UZB) | 누르마한 티날리예프 카자흐스탄 (KAZ)   | 소노다 아라타 일본 (JPN)                     |
| 130kg 자세히 | 무민존 아브둘라예프 우즈베키스탄 (UZB) | 누르마한 티날리예프 카자흐스탄 (KAZ)   | 김민석 대한민국 (KOR)                        |

#### 여자 자유형
| 종목        | 금                                  | 은                                     | 동                                      |
| ----------- | ----------------------------------- | -------------------------------------- | --------------------------------------- |
| 50kg 자세히 | 비네슈 포가트 인도 (IND)            | 이리에 유키 일본 (JPN)                 | 김선향 조선민주주의인민공화국 (PRK)     |
| 50kg 자세히 | 비네슈 포가트 인도 (IND)            | 이리에 유키 일본 (JPN)                 | 김형주 대한민국 (KOR)                   |
| 53kg 자세히 | 박영미 조선민주주의인민공화국 (PRK) | 줄디스 예시모바 카자흐스탄 (KAZ)       | 오쿠노 하루나 일본 (JPN)                |
| 53kg 자세히 | 박영미 조선민주주의인민공화국 (PRK) | 줄디스 예시모바 카자흐스탄 (KAZ)       | 에르뎅치메깅 수미야 몽골 (MGL)          |
| 57kg 자세히 | 정명숙 조선민주주의인민공화국 (PRK) | 페이싱루 중국 (CHN)                    | 알탕체체깅 바트체첵 몽골 (MGL)          |
| 57kg 자세히 | 정명숙 조선민주주의인민공화국 (PRK) | 페이싱루 중국 (CHN)                    | 사카가미 가쓰키 일본 (JPN)              |
| 62kg 자세히 | 푸레우도르징 어르헝 몽골 (MGL)      | 아이술루 티니베코바 키르기스스탄 (KGZ) | 가와이 리사코 일본 (JPN)                |
| 62kg 자세히 | 푸레우도르징 어르헝 몽골 (MGL)      | 아이술루 티니베코바 키르기스스탄 (KGZ) | 림정심 조선민주주의인민공화국 (PRK)     |
| 68kg 자세히 | 저우펑 중국 (CHN)                   | 샤르후깅 투멩체첵 몽골 (MGL)           | 디비야 카크란 인도 (IND)                |
| 68kg 자세히 | 저우펑 중국 (CHN)                   | 샤르후깅 투멩체첵 몽골 (MGL)           | 메림 주마나자로바 키르기스스탄 (KGZ)    |
| 76kg 자세히 | 저우첸 중국 (CHN)                   | 미나가와 히로에 일본 (JPN)             | 옐미라 시즈디코바 카자흐스탄 (KAZ)      |
| 76kg 자세히 | 저우첸 중국 (CHN)                   | 미나가와 히로에 일본 (JPN)             | 아이페리 메데트 크즈 키르기스스탄 (KGZ) |